# Завршје Лоборско
Завршје Лоборско је насељено место у саставу општине Лобор у Крапинско-загорској жупанији, Хрватска. До територијалне реорганизације у Хрватској налазило се у саставу старе општине Златар-Бистрица.

## Становништво
На попису становништва 2011. године, Завршје Лоборско је имало 306 становника.

## Попис1991.
На попису становништва 1991. године, насељено место Завршје Лоборско је имало 389 становника, следећег националног састава:
| Попис 1991.‍ | Попис 1991.‍ | Попис 1991.‍ | Попис 1991.‍ | Попис 1991.‍ |
| ----------- | ----------- | ----------- | ----------- | ----------- |
|             |             |             |             |             |
| Хрвати      | Хрвати      |             | 383         | 98,45%      |
| Словенци    | Словенци    |             | 1           | 0,25%       |
| Срби        | Срби        |             | 1           | 0,25%       |
| Чеси        | Чеси        |             | 1           | 0,25%       |
| непознато   | непознато   |             | 3           | 0,77%       |
| укупно: 389 |             |             |             |             |